# سوگانو ۵۸۷۲
سیارک ۵۸۷۲ (به انگلیسی: 5872 Sugano، نامگذاری:1989SL) پنج هزار و هشتصد و هفتاد و دومین سیارک کشف شده‌است که در ۳۰ سپتامبر ۱۹۸۹ کشف شد.
قدر مطلق سیارک برابر ۱۳٫۶۰ است.